# Piz Val Lunga
Der Piz Val Lunga ⓘ (rätoromanisch für langes Tal) ist ein Berg östlich von Tinizong-Rona und westlich von Preda im Kanton Graubünden in der Schweiz mit einer Höhe von 3078 m ü. M. Es ist ein technisch leicht zugänglicher Aussichts- und Skiberg mit eindrücklichem Blick in die Ela-Südwest-Wand und die übrigen Bergüner Stöcke. Der Name kommt von der engen Rinne westlich des Gipfels. 

## Lage und Umgebung

Die Bleis Marscha-Gruppe befindet sich zwischen den Bergüner Stöcken (links) und der Err-Gruppe (rechts).

Der Piz Val Lunga gehört zur Bleis Marscha-Gruppe, einer Untergruppe der Albula-Alpen. Über den Gipfel verläuft die Gemeindegrenze zwischen Surses und Bergün Filisur. Der Piz Val Lunga wird im Westen durch das Val d’Err, einem Nebental vom Oberhalbstein, und im Osten durch das Val Tschitta, einem Nebental vom Albulatal eingefasst.
Zu den Nachbargipfeln gehören der Piz Ela (3339 m) im Norden, die Tschimas da Tschitta (2745 m) im Nordosten, der Piz Salteras (3111 m) im Süden und die Pizza Grossa (2939 m) im Nordwesten.
Talorte sind Tinizong und Preda. Häufige Ausgangspunkte sind Alp d’Err, Ela-Hütte und Naz.

## Routen zum Gipfel

### Sommerrouten
Häufiger Ausgangspunkt ist Plang la Curvanera. Zum Parkplatz Plang la Curvanera (1844 m ü. M.) führt ein Strässchen von Savognin aus via Tussagn. Die Alpstrasse von Tinizong in die Val d’Err ist für den allgemeinen Motorfahrzeugverkehr gesperrt. Ein Wanderbus fährt mittwochs von Savognin nach Plang la Curvanera und dienstags sowie freitags nach Pensa.

#### Über den Nordhang
- Ausgangspunkt: Tinizong (1232 m), Plang la Curvanera (Parkplatz) (1844 m) oder Ela-Hütte (2252 m)
- Via: Lai Grond
- Schwierigkeit: L
- Zeitaufwand: 6 Stunden von Tinizong, 5½ Stunden von Plang la Curvanera oder 3½ Stunden von der Ela-Hütte

#### Über den Nordostgrat
- Ausgangspunkt: Naz (1747 m)
- Via: Fuorcla da Tschitta (2830 m)
- Schwierigkeit: L
- Zeitaufwand: 3¾ Stunden

#### Über den Südgrat
- Ausgangspunkt: Tinizong (1232 m) oder Naz (1747 m)
- Via: P. 2994 südlich vom Piz Val Lunga
- Schwierigkeit: WS
- Zeitaufwand: 6 Stunden von Tinizong oder 4 Stunden von Naz

### Winterrouten

#### Von Tinizong
- Ausgangspunkt: Tinizong (1232 m)
- Via: Alp Viglia, Laiets, Nordostgrat
- Expositionen: N, S, W
- Schwierigkeit: ZS
- Zeitaufwand: 5½ Stunden

#### Von der Ela-Hütte
- Ausgangspunkt: Ela-Hütte (2252 m)
- Via: Pass d’Ela (2724 m), Lai Grond (2594 m), Fuorcla da Tschitta (2830 m), Nordostgrat
- Expositionen: N, S
- Schwierigkeit: WS+
- Zeitaufwand: 3 Stunden
- Bemerkung: Bis Fuorcla da Tschitta L

#### Von Naz
- Ausgangspunkt: Naz (1747 m)
- Via: Val Tschitta, Sattel P. 2858, Nordostgrat
- Expositionen: N, E
- Schwierigkeit: WS+
- Zeitaufwand: 4 Stunden

## Galerie

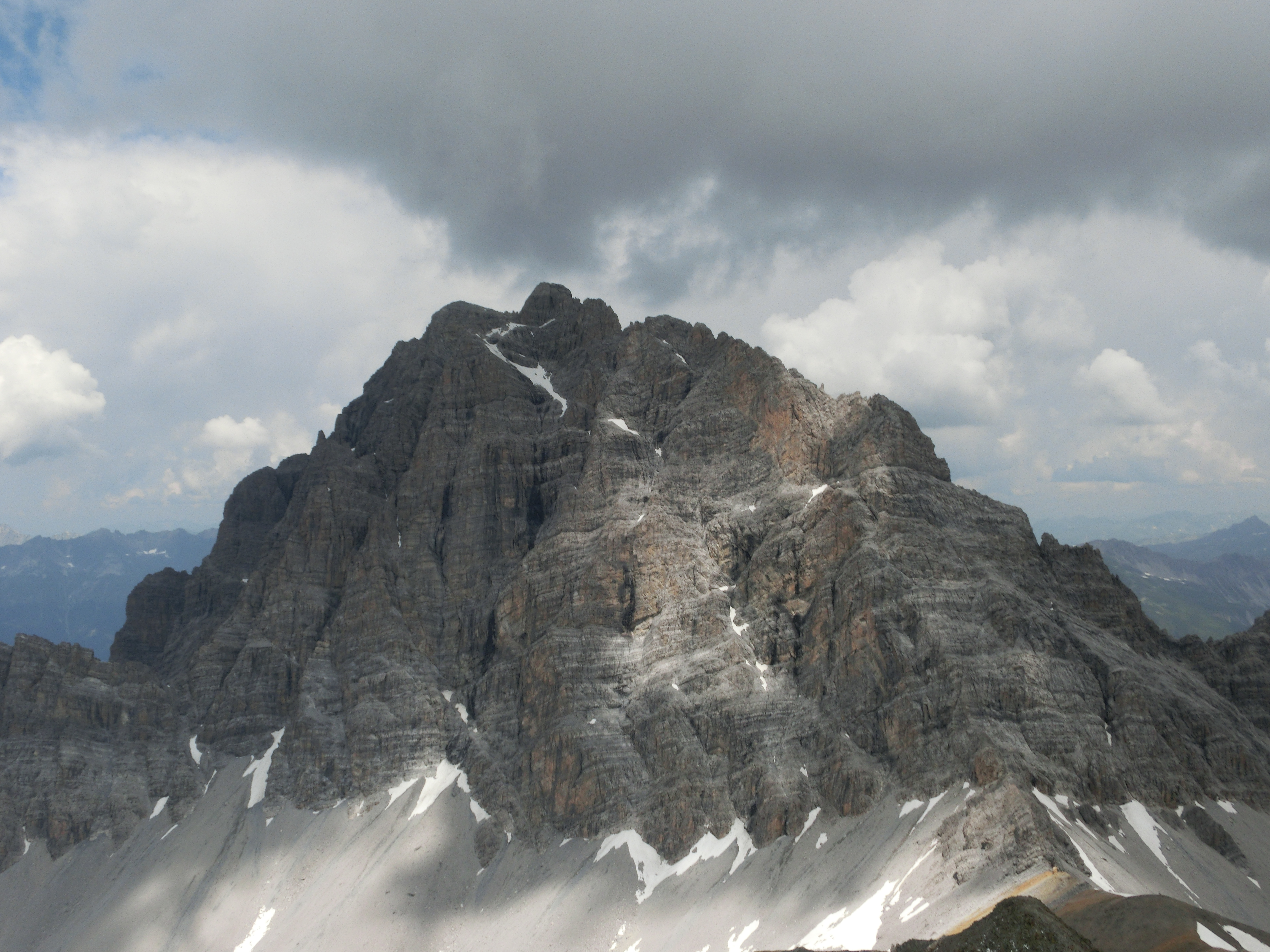
Blick zum Piz Ela.
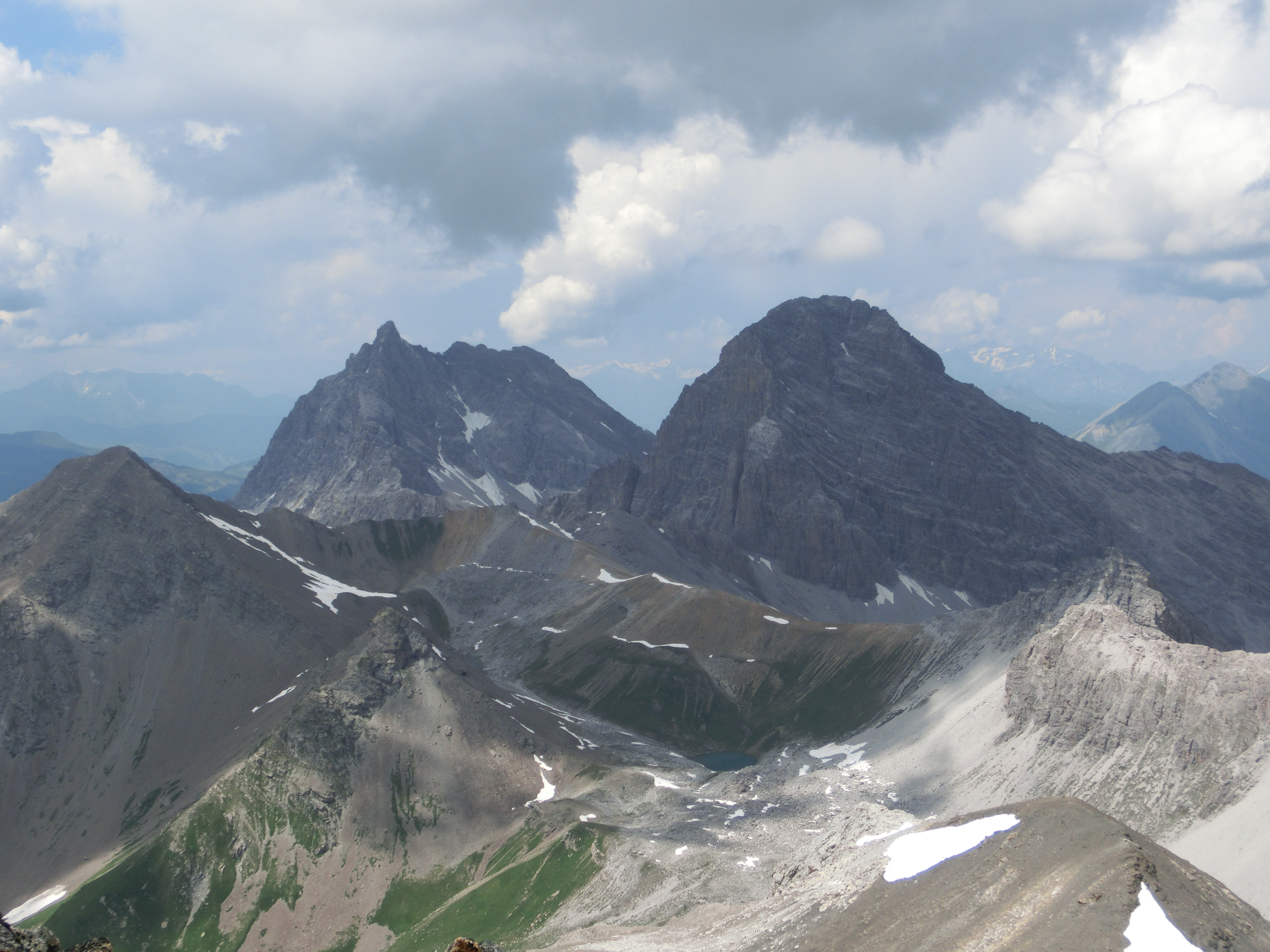
Blick zu Piz Mitgel und Corn da Tinizong.
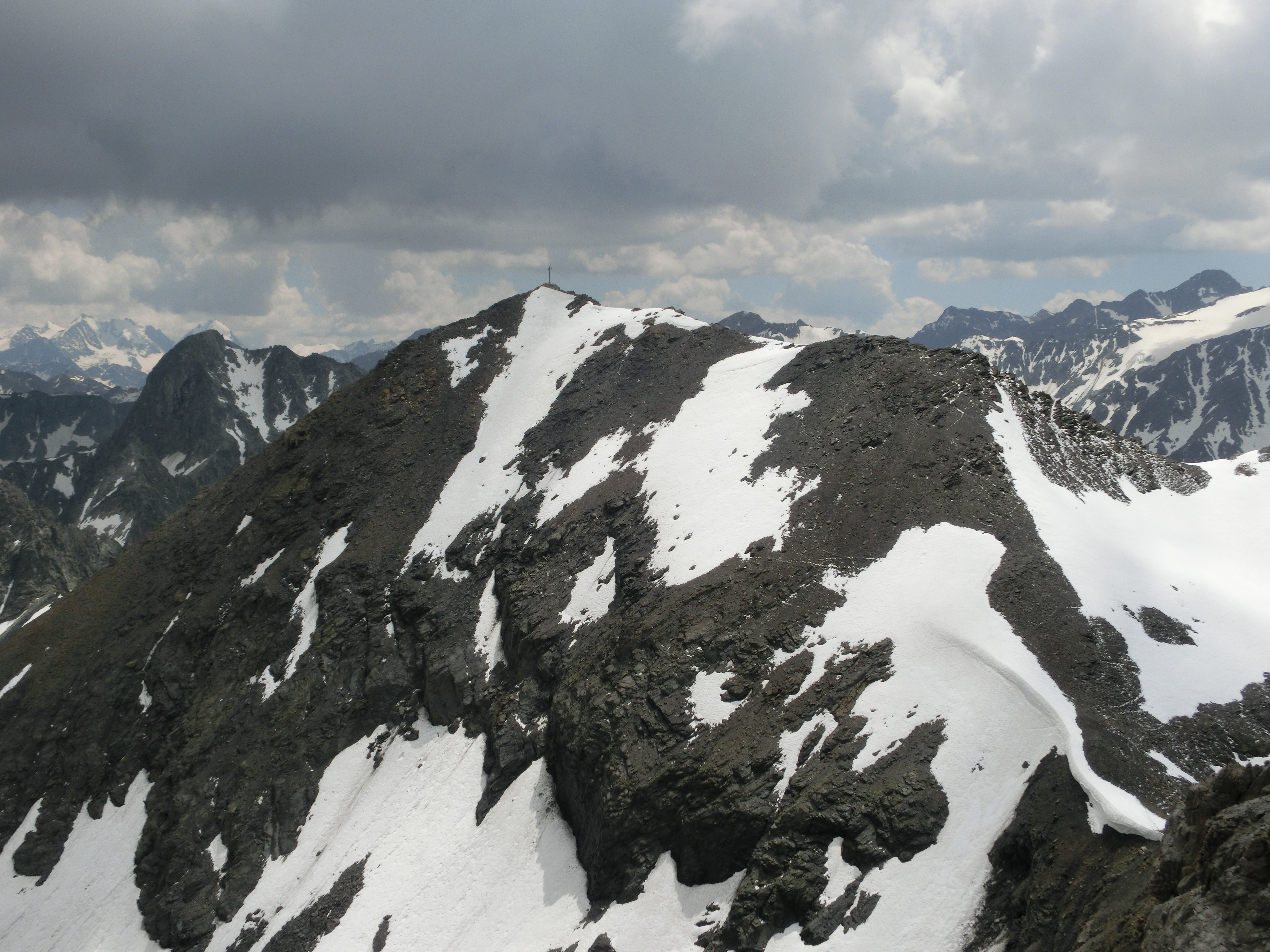
Blick zum Piz Salteras.